# Gran Premi d'Indianapolis 500 del 1960
Resultats del Gran Premi d'Indianapolis 500 disputat al circuit d'Indianapolis el 30 de maig del 1960 i puntuable pel campionat de Fórmula 1 de la temporada 1960.

## Resultats
| Pos | G. sort. | No | Pilot             | Equip                      | Voltes | Temps/ Retirada          | Punts |
| --- | -------- | -- | ----------------- | -------------------------- | ------ | ------------------------ | ----- |
| 1   | 2        | 4  | Jim Rathmann      | Watson - Offenhauser       | 200    | 3h 36' 11. 36            | 8     |
| 2   | 3        | 1  | Rodger Ward       | Watson - Offenhauser       | 200    | + 12.75 s                | 6     |
| 3   | 26       | 99 | Paul Goldsmith    | Epperly - Offenhauser      | 200    | + 3' 07.30 min.          | 4     |
| 4   | 8        | 7  | Don Branson       | Phillips - Offenhauser     | 200    | + 3' 07.98 min.          | 3     |
| 5   | 17       | 3  | Johnny Thomson    | Lesovsky - Offenhauser     | 200    | + 3' 11.35 min.          | 2     |
| 6   | 7        | 22 | Eddie Johnson     | Trevis - Offenhauser       | 200    | + 4' 10.61 min.          | 1     |
| 7   | 12       | 98 | Lloyd Ruby        | Watson - Offenhauser       | 200    | + 4' 25.59 min.          |       |
| 8   | 25       | 44 | Bob Veith         | Meskowski - Offenhauser    | 200    | + 5' 17.48 min.          |       |
| 9   | 28       | 18 | Bud Tingelstad    | Trevis - Offenhauser       | 200    | + 8' 19.91 min.          |       |
| 10  | 14       | 38 | Bob Christie      | Kurtis Kraft - Offenhauser | 200    | + 8' 40.28 min.          |       |
| 11  | 22       | 27 | Red Amick         | Epperly - Offenhauser      | 200    | + 11' 10.58 min.         |       |
| 12  | 27       | 17 | Duane Carter      | Kuzma - Offenhauser        | 200    | + 11' 17.20 min.         |       |
| 13  | 31       | 39 | Bill Homeier      | Kuzma - Offenhauser        | 200    | + 12' 10.71 min.         |       |
| 14  | 24       | 48 | Gene Hartley      | Kurtis Kraft - Offenhauser | 196    | + 4 Voltes               |       |
| 15  | 9        | 65 | Chuck Stevenson   | Watson - Offenhauser       | 196    | + 4 Voltes               |       |
| 16  | 21       | 14 | Bobby Grim        | Meskowski - Offenhauser    | 194    | + 6 Voltes               |       |
| 17  | 19       | 26 | Shorty Templeman  | Kurtis Kraft - Offenhauser | 191    | Embragatge               |       |
| 18  | 23       | 56 | Jim Hurtubise     | Christensen - Offenhauser  | 185    | Motor                    |       |
| 19  | 10       | 10 | Jimmy Bryan       | Epperly - Offenhauser      | 152    | Prob. amb el combustible |       |
| 20  | 6        | 28 | Troy Ruttman      | Watson - Offenhauser       | 134    | Eix                      |       |
| 21  | 1        | 6  | Eddie Sachs       | Ewing - Offenhauser        | 132    | Magneto                  |       |
| 22  | 11       | 73 | Don Freeland      | Kurtis Kraft - Offenhauser | 129    | Magneto                  |       |
| 23  | 18       | 2  | Tony Bettenhausen | Watson - Offenhauser       | 125    | Motor                    |       |
| 24  | 15       | 32 | Wayne Weiler      | Epperly - Offenhauser      | 103    | Accident                 |       |
| 25  | 16       | 5  | A.J. Foyt         | Kurtis Kraft - Offenhauser | 90     | Embragatge               |       |
| 26  | 29       | 46 | Eddie Russo       | Kurtis Kraft - Offenhauser | 90     | Accident                 |       |
| 27  | 13       | 8  | Johnny Boyd       | Epperly - Offenhauser      | 77     | Motor                    |       |
| 28  | 20       | 37 | Gene Force        | Kurtis Kraft - Offenhauser | 74     | Frens                    |       |
| 29  | 32       | 16 | Jim McWithey      | Epperly - Offenhauser      | 60     | Frens                    |       |
| 30  | 5        | 9  | Len Sutton        | Watson - Offenhauser       | 47     | Motor                    |       |
| 31  | 4        | 97 | Dick Rathmann     | Watson - Offenhauser       | 42     | Frens                    |       |
| 32  | 30       | 76 | Al Herman         | Ewing - Offenhauser        | 34     | Embragatge               |       |
| 33  | 33       | 23 | Dempsey Wilson    | Kurtis Kraft - Offenhauser | 11     | Magneto                  |       |

## Altres
- Pole: Eddie Sachs 1' 01. 395

- Volta ràpida: Jim Rathmann 1' 01. 59 (a la volta 197)